# 7Senses
7Senses (также стилизовано как Sen7es или 7Senses) — это саб-юнит китайской женской группы SNH48, продвигающейся преимущественно в Шанхае, Китай. Дебют 7Senses состоялся 27 марта 2017 года на 24-й ежегодной премии ERC Chinese Top Ten Awards. 7 апреля 2017 в Шанхае прошел их дебютный шоукейс и первое выступление с песней «Girl Crush». Подгруппа является первым саб-юнитом SNH48, ориентированным на мировое продвижение. 7SENSES состоит из семи участниц: Чжао Юэ (Акира), Кун Сяоинь (Би), Дай Мэн (Даймонд), Сюй Ян Юйчжо (Элива), Сюй Цзяци (Кики), Чэнь Линь (Линн) и Чжан Юйгэ (Тако). К дебюту их подготавливала команда профессионалов, имеющая мировую известность. Участницы группы также проходили обучение в Южной Корее, изучая систему K-pop индустрии. В отличие от нежного стиля основной команды, 7SENSES представляют публике совершенно иной образ, наполненный хип-хопом и дерзким концептом. Цифра 7 в названии группы символизирует совершенство и мастерство участниц, удачу и нескончаемые возможности на сцене.
2 мая 2017 года группа выпустила первый эпизод реалити-шоу «Lucky Seven Baby». Начиная со второго сезона, шоу стало транслироваться с середины декабря. На данный момент выходит третий сезон, о выходе серий участницы группы оповещают поклонников на своих личных аккаунтах Weibo.

## Участницы
| Имя          | Китайское имя | Псевдоним | Дата рождения    | Место рождения     | Чувство             | Позиция в группе | Сильные стороны                    | Навыки                                                     |
| ------------ | ------------- | --------- | ---------------- | ------------------ | ------------------- | ---------------- | ---------------------------------- | ---------------------------------------------------------- |
| Чжао Юэ      | 赵粤          | Акира     | 29 апреля 1995   | Ухань, Хубэй       | Вкус                | Танцор           | Энергичный танец                   | Сила                                                       |
| Кун Сяоинь   | 孔肖吟        | Би        | 11 апреля 1992   | Шэньян, Ляонин     | Слух                | Вокалист         | Исполнение балладных песен         | Чистый и сильный голос                                     |
| Дай Мэн      | 戴萌          | Даймонд   | 8 февраля 1993   | Шанхай             | Тактильные ощущения | Вокалист         | Танцы и пение                      | Прекрасное чувство ритма                                   |
| Сюй Ян Юйчжо | 許楊玉琢      | Элива     | 25 сентября 1995 | Юэян, Хунань       | Время               | Рэпер и вокалист | Навыки хип-хопа                    | Единственная участница, которая может и петь, и читать рэп |
| Сюй Цзяци    | 许佳琪        | Кики      | 13 августа 1995  | Тайчжоу, Чжэцзян   | Обоняние            | Танцор, рэпер    | Отточенные движения во время танца | Хорошее чувство ритма                                      |
| Чэнь Линь    | 陈琳          | Линн      | 23 июля 1998     | Шанхай             | Зрение              | Вокалист         | Сильный вокал                      | Самая младшая участница                                    |
| Чжан Юйгэ    | 张语格        | Тако      | 11 мая 1996      | Харбин, Хэйлунцзян | Душа                | Танцор           | Хорошее знание иностранных языков  | Выразительные и отточенные движения в танце                |

## Дискография

### Мини-альбомы
| Название          | Детали альбома |
| ----------------- | --- |
| Seven Sen7es      | - Релиз: 7 апреля 2017 - Лэйбл: Star 48 Culture Media, Ocean Butterflies International - Формат: CD Песни 1. 7Senses (第七感) 2. Girl Crush (觉醒) 3. Bee With U (在你身边) 4. Moonlight (月光) 5. Heart Beat (心跳)             |
| Chapter: Blooming | - Релиз: 20 ноября 2017 - Лэйбл: Star 48 Culture Media, Ocean Butterflies International - Формат: CD Песни 1. 我只在乎你 (Wo Shi Zaihu Ni) 2. Like a Diamond (闪耀) 3. Kiki's Secret (秘密) 4. I Wanna Play 5. Lollipop (棒棒糖) |
| Hybrid Gene       | - Релиз: 19 декабря 2018 - Лэйбл: Star 48 Culture Media, Ocean Butterflies International - Формат: CD Песни 1. Swan (天鵝) 2. 7 ‘O’ CLOCK (七点整) 3. OMG (偶买噶) 4. China Town (唐人街) 5. 第七感（7SENSES）REMIX              |

### Синглы
| Название         | Год выпуска | Альбом            |
| ---------------- | ----------- | ----------------- |
| '7Senses'        | 2017        | Seven Sen7es      |
| «Girl Crush»     | 2017        | Seven Sen7es      |
| 'Like a Diamond' | 2017        | Chapter: Blooming |
| 'Swan'           | 2019        | Hybrid Gene       |

## Видеоклипы
| Год выпуска      | Название   | Съемочная команда |
| ---------------- | ---------- | ----------------- |
| 2017             |            |                   |
| «7SENSES»        | ZanyBros   |                   |
| «Girl Crush»     | ZanyBros   |                   |
| «Like a Diamond» | Неизвестно |                   |
| 2018             | Неизвестно | «Kiki’s Secret»   |
| 2018             | Неизвестно | «Moonlight»       |

## Награды и номинации
| Год  | Церемония                        | Номинация           | Итог   |
| ---- | -------------------------------- | ------------------- | ------ |
| 2017 | 2nd Asia Artist Awards           | Best Star Award     | Победа |
| 2018 | 2nd Soribada Best K-Music Awards | Global Artist Award | Победа |

## Официальные сайты
- Официальный сайт 7SENSES
- Официальный сайт SNH48